# Duff-reactie
De Duff-reactie of Duff-formylering is een organische reactie voor de vorming van aromatische aldehyden. In deze formyleringsreactie wordt een aromatische verbinding behandeld met hexamethyleentetramine in zuur milieu. De reactie werd vernoemd naar de Britse scheikundige James Cooper Duff, die in 1932 salicylzuur met hexamethyleentetramine liet reageren.
De reactie vereist een sterk elektronenstuwende groep op de aromatische ring, zoals de hydroxylgroep in fenolen. De formylering gebeurt bij voorkeur in de ortho-positie ten opzichte van deze groep. Wanneer de ortho-posities reeds bezet zijn gebeurt de additie in de para-positie.
De Duff-reactie wordt gewoonlijk uitgevoerd in boorzuur en glycerol. Het initiële reactieproduct is een iminium-adduct van de aromaat en hexamethyleentetramine, dat gehydrolyseerd wordt tot het aldehyde. De opbrengst is echter aan de lage kant (15 tot 20%). Variaties op de Duff-reactie gebruiken ijsazijn of sterke zuren (methaansulfonzuur, polyfosforzuur, trifluorazijnzuur) als oplosmiddel. Daarmee kunnen ook fenolen met elektronenzuigende groepen geformyleerd worden, die in de klassieke Duff-reactie niet reageren, zoals de formylering van 4-nitrofenol tot 2-hydroxy-5-nitrobenzaldehyde. De opbrengst ligt hierbij ook hoger dan bij de oorspronkelijke Duff-reactie.

## Voorbeelden
- De vorming van 3,5-di-tert-butylsalicylaldehyde uitgaande van 2,4-di-tert-butylfenol (ortho-formylering):

- De vorming van syringaldehyde uitgaande van 2,6-dimethoxyfenol (syringol) (para-formylering):